# Ellie Copeland
Ellie Copeland es una deportista neozelandesa que compite en vela en la modalidad de match race. Ganó una medalla de bronce en el Campeonato Mundial de Match Race Femenino de 2022.

## Palmarés internacional
| Campeonato Mundial | Campeonato Mundial       | Campeonato Mundial | Campeonato Mundial |
| Año                | Lugar                    | Medalla            | Clase              |
| ------------------ | ------------------------ | ------------------ | ------------------ |
| 2022               | Auckland (Nueva Zelanda) | Medalla de bronce  | Match race         |